# مک‌گی (آلاباما)
مک‌گی (به انگلیسی: McGhee) یک منطقهٔ مسکونی در ایالات متحده آمریکا است که در شهرستان چروکی، آلاباما واقع شده‌است. مک‌گی ۱۷۰٫۹۹ متر بالاتر از سطح دریا قرار دارد.